# ذات‌گرایی استراتژیک
ذات‌گرایی استراتژیک (به انگلیسی: Strategic essentialism)، یک مفهوم برجسته در نظریه پسااستعماری، در دهه ۱۹۸۰ توسط منتقد و نظریه‌پرداز ادبی هندی، گایاتری چاکراورتی اسپیواک معرفی شد. این مفهوم به یک راهبرد سیاسی اشاره دارد که در آن گروه‌های اقلیتی یا قومی بر مبنای ویژگی‌های هویتی مشترک خود برای نمایندگی و دفاع از حقوقشان سازماندهی می‌شوند.
این ویژگی‌های هویتی معمولاً شامل موارد زیر هستند:
- جنسیت
- نژاد
- هویت جنسیتی
- زبان و قومیت
- برخی گروه‌بندی‌های فرهنگی دیگر

درحالی‌که تفاوت‌های شدیدی در میان خود اعضای این گروه‌ها وجود دارد، آن‌ها درگیر بحث‌های مداوم و ثابتی هستند. طرفداران ذات‌گرایی استراتژیک معتقدند که گاهی برای این گروه‌ها مفید است که به‌طور موقت هویت خود را ساده‌سازی کنند، حتی اگر این کار بر اساس منطق نادرست باشد، و هویت گروهی خود را به شکلی ساده‌تر بیان کنند تا به اهداف خاصی مانند حقوق برابر یا ضد جهانی‌سازی دست یابند.
درک اسپیواک از این اصطلاح ابتدا در زمینه مذاکرات فرهنگی معرفی شد و هرگز به عنوان یک دسته‌بندی انسان‌شناختی مطرح نشد. در کتابش به نام «آسیاهای دیگر» در سال ۲۰۰۸، اسپیواک از این اصطلاح دست کشید و نارضایتی خود را از نحوه استفاده از این اصطلاح در پروژه‌های ملی‌گرایانه برای ترویج ذات‌گرایی (غیر استراتژیک) نشان داد.
این مفهوم همچنین به‌طور منظم در نظریه کوئیر، نظریه فمینیستی، مطالعات ناشنوایی و به‌طور خاص در آثار لوس ایریگاره که از آن به عنوان تقلید یاد می‌کند، مطرح می‌شود.